# ゴジラ (TALIZMANの曲)
『ゴジラ』は、1980年3月10日に発売されたTALIZMANのシングル。

## 概要
『モスラ対ゴジラ』のリバイバル上映に合わせて制作されたイメージ・ソング。『Aquarius』と同時にデビュー曲として発売された。

## 収録曲
1. ゴジラ
2. 小さな星の唄[1]

- 作詞：山上路夫
- 作曲：木村昇&石川恵樹(#1)、発地伸男(#2)
- 編曲：木村昇